# Дамбрилл, Дугласс
Ду́гласс Да́мбрилл (англ. Douglass Dumbrille; 13 октября 1889[…], Гамильтон, Онтарио — 2 апреля 1974[…], Вудленд-Хиллз, Калифорния) — канадо-американский актёр театра, кино и телевидения.

## Биография
Дугласс Руперт Дамбрилл родился 13 октября 1889 года в городе Гамильтон (Онтарио, Канада). Его отца звали Ричард, мать — Элизабет. Окончив обучение, юноша устроился на работу банковским клерком, но интерес, который он проявлял к актёрскому мастерству, заставил его вскоре бросить эту скучную работу и начать играть в репертуарных театрах. Вместе со своей труппой он попал в США, сначала в Чикаго (штат Иллинойс), а оттуда отправился в турне по стране. С 1924 по 1932 год сыграл в девяти бродвейских постановках. В том же 1924 году впервые появился на киноэкранах, исполнив роль Томаса Пейна в короткометражке «Декларация независимости». После этого последовал семилетний перерыв, в следующий раз в кино Дамбрилл снялся лишь в 1931 году. За 35 лет кинокарьеры (1931—1966) актёр появился в 211 кино- и телефильмах, кино- и телесериалах (4 из них были короткометражными, а в 13 случаях он не был указан в титрах). В связи с тем, что у актёра было необычное имя (удвоенное «с» на конце Дугласс), в титрах его часто указывали канонической формой — Дуглас.
Амплуа — ловкий политик, коррумпированный бизнесмен, жуликоватый шериф, недобросовестный адвокат. Актёрский образ — строгие черты лица, глаза-бусинки, аккуратные усы, выдающийся крючковатый нос, учтивая речь. Нередко играл иностранцев, чаще всего арабов-мусульман, французов и русских, реже — итальянцев, венгров и других.
Дугласс Дамбрилл скончался 2 апреля 1974 года на 85-м году жизни в доме-больнице для кинематографистов в районе Вудленд-Хиллз города Лос-Анджелес от инфаркта миокарда. Похоронен на кладбище «Вальхалла».

### Личная жизнь
Дугласс Дамбрилл был женат дважды:
В 1910 году он женился на девушке по имени Джесси Лоусон. Брак продолжался 47 лет, в 1957 году она скончалась. У пары остались двое сыновей: Джон Доусон и Дугласс Мюррей, никто из них кинематографистом не стал.
19 мая 1960 года 70-летний Дамбрилл женился на 28-летней Патрисии Маубрей, дочери своего друга и коллеги по цеху, Алана Маубрея. Брак продолжался почти 14 лет до самой смерти актёра.

## Бродвейские работы
- 1924 — Макбет / Macbeth — Банко
- 1925 — Зов жизни / The Call of Life — Эдвард Райнер
- 1925—1926 — Принцесса Флавия[англ.] / Princess Flavia — Майкл
- 1928 — Три мушкетёра / The Three Musketeers — Атос
- 1929 — Китайский О’Нил / Chinese O'Neill — «Китайский» О’Нил
- 1930 — Джозеф / Joseph — фараон
- 1930 — Принцесса Очарование[англ.] / Princess Charming — Иванофф
- 1931 — Как ты желаешь меня / As You Desire Me — Карл Солтер
- 1932 — Дитя Манхэттена[англ.] / Child of Manhattan — Панама Си. Келли

## Избранная фильмография

### Широкий экран
- 1931 — Его женщина / His Woman — Алисандро (в титрах не указан)
- 1932 — Более мудрый пол[англ.] / The Wiser Sex — «Макаронник», шофёр
- 1932 — Блондинка из варьете[англ.] / Blondie of the Follies — Марченсон
- 1932 — Это мой мальчик[англ.] / That's My Boy — «Маргаритка» Адамс, тренер по американскому футболу
- 1932 — Я — беглый каторжник / I Am a Fugitive from a Chain Gang — окружной прокурор (в титрах не указан)
- 1933 — Смех в аду[англ.] / Laughter in Hell — Эд Перкинс
- 1933 — Работяга[англ.] / The Working Man — кузнец-адвокат (в титрах не указан)
- 1933 — Элмер Великий[англ.] / Elmer, the Great — Стиллмен (в титрах не указан)
- 1933 — Герои на продажу[англ.] / Heroes for Sale — Джим, главный инженер (в титрах не указан)
- 1933 — Мордашка / Baby Face — Броди
- 1933 — Вольтер[англ.] / Voltaire — актёр, играющий восточного короля в спектакле
- 1933 — Я любил женщину[англ.] / I Loved a Woman — Брэндт, федеральный прокурор США (в титрах не указан)
- 1933 — Женщина[англ.] / Female — Джордж Мамфорд
- 1933 — Убийственная леди[англ.] / Lady Killer — Спейд Мэддок
- 1933 — Город согласия[англ.] / Convention City — покупатель
- 1934 — Привет, Нелли![англ.] / Hi Nellie! — Харви Доз
- 1934 — Дневник преступления[англ.] / Journal of a Crime — Жермен Картье
- 1934 — Туман над Фриско[англ.] / Fog Over Frisco — Джошуа Мэйард
- 1934 — Оператор 13[англ.] / Operator 13 — генерал Стюарт
- 1934 — Остров сокровищ / Treasure Island — Израэль Хэндс, пират
- 1934 — Убежище[англ.] / Hide-Out — ДеСалле, хозяин ночного клуба (в титрах не указан)
- 1934 — Бродвей Билл / Broadway Bill — Эдди Морган
- 1934 — Тайная невеста[англ.] / The Secret Bride — Дейв Бриден
- 1935 — Жизнь бенгальского улана / The Lives of a Bengal Lancer — Мухаммед Хан
- 1935 — Капризная Мариетта[англ.] / Naughty Marietta — дядя
- 1935 — Кардинал Ришельё[англ.] / Cardinal Richelieu — граф Барадас
- 1935 — Воздушные ястребы[англ.] / Air Hawks — Виктор Арнольд
- 1935 — Люби меня всегда[англ.] / Love Me Forever — Миллер
- 1935 — Питер Иббетсон[англ.] / Peter Ibbetson — полковник Форсайт
- 1935 — Преступление и наказание[англ.] / Crime and Punishment — Грилов
- 1935 — Возвращение Одинокого волка / The Lone Wolf Returns — Морфью
- 1936 — Мистер Дидс переезжает в город / Mr. Deeds Goes to Town — Джон Седар, адвокат
- 1936 — Стул свидетеля[англ.] / The Witness Chair — Стэнли Уиттакер
- 1936 — Принцесса пересекает океан / The Princess Comes Across — инспектор Лорель
- 1937 — День на скачках[англ.] / A Day at the Races — Морган
- 1937 — Подсвечники императора[англ.] / The Emperor's Candlesticks — мистер Корум, заговорщик
- 1937 — Двойная игра[англ.] / The Firefly — маркиз де Мелито
- 1937 — Али-Баба переезжает в город[англ.] / Ali Baba Goes to Town — принц Муса
- 1938 — Флибустьер[англ.] / The Buccaneer — Уильям Клейборн, губернатор
- 1938 — Мимолётное знакомство[англ.] / Fast Company — Арнольд Стэмпер
- 1938 — Таинственный всадник[англ.] / The Mysterious Rider — Пекос Билл (Бен Уэйд)
- 1938 — Шторм в Бенгалии[англ.] / Storm Over Bengal — Рамин Хан
- 1938 — Кентукки[англ.] / Kentucky — капитан Джон Диллон в 1861 г.
- 1939 — Три мушкетёра / The Three Musketeers — Атос
- 1939 — Мистер Мото на опасном острове[англ.] / Mr. Moto in Danger Island — Ла Коста
- 1939 — Не рассказывай сказки[англ.] / Tell No Tales — Мэтт Купер
- 1939 — Капитан Ярость[англ.] / Captain Fury — Престон
- 1939 — Чарли Чан на Острове сокровищ / Charlie Chan at Treasure Island — Томас Грегори
- 1939 — Гром на поверхности[англ.] / Thunder Afloat — командующий округом
- 1939 — Бродячие перекати-поле[англ.] / Rovin' Tumbleweeds — Стивен Холлоуэй
- 1939 — Чарли Чан в городе Тьмы[англ.] / City in Darkness — Петрофф
- 1940 — Вирджиния-Сити / Virginia City — майор Дрюэри
- 1940 — К югу от Паго-Паго[англ.] / South of Pago Pago — Уильямс
- 1940 — Майкл Шейн, частный детектив / Michael Shayne, Private Detective — Гордон
- 1941 — Дорога в Занзибар / Road to Zanzibar — работорговец
- 1941 — Большой магазин[англ.] / The Big Store — мистер Гровер
- 1941 — Эллери Куин и идеальное преступление / Ellery Queen and the Perfect Crime — Джон Мэтьюз
- 1942 — Загони их, ковбой[англ.] / Ride 'Em Cowboy — Джейк Рейнуотер
- 1942 — Замок в пустыне / Castle in the Desert — Пол Мандерли
- 1942 — Джентльмен после наступления темноты[англ.] / A Gentleman After Dark — Энзо Калибра
- 1942 — Десять джентльменов из Уэст-Пойнта[англ.] / Ten Gentlemen from West Point — генерал Уильям Генри Гаррисон
- 1942 — Я женился на ангеле[англ.] / I Married an Angel — барон Жигети
- 1942 — Король Канадской конной полиции[англ.] / King of the Mounties — Харпер
- 1942 — Приготовиться к бою[англ.] / Stand By for Action — капитан Ладлоу
- 1943 — Дю Барри был леди[англ.] / Du Barry Was a Lady — Вилли (герцог де Ригор)
- 1944 — Сомнительная слава / Uncertain Glory — комиссар полиции ЛаФарж
- 1944 — Женщина из джунглей / Jungle Woman — окружной прокурор
- 1944 — Потерянные в гареме[англ.] / Lost in a Harem — Ниматив
- 1945 — Королева джунглей[англ.] / Jungle Queen — Лэнг, нацист
- 1945 — Медаль для Бенни[англ.] / A Medal for Benny — генерал
- 1945 — Застывший призрак[англ.] / The Frozen Ghost — инспектор Брэнт
- 1945 — Дорога в Утопию[англ.] / Road to Utopia — Эйс Ларсон
- 1945 — Простите моё прошлое[англ.] / Pardon My Past — дядя Уиллс
- 1946 — Человек-кот из Парижа[англ.] / The Catman of Paris — Генри Боршар
- 1946 — Ночь в раю[англ.] / Night in Paradise — первосвященник
- 1946 — Охотники за привидениями[англ.] / Spook Busters — доктор Кослоу
- 1946 — Месье Бокэр[англ.] / Monsieur Beaucaire — Джордж Вашингтон, президент США
- 1947 — Это шутка, сынок![англ.] / It's a Joke, Son! — «Большой» Дэн Хили
- 1947 — Обесчещенная леди / Dishonored Lady — окружной прокурор О’Брайен
- 1947 — Сети зла[англ.] / Dragnet — Фрэнк Фаррингтон
- 1947 — Канун Рождества[англ.] / Christmas Eve — доктор Баньян
- 1949 — Всадники Свистящих Сосен[англ.] / Riders of the Whistling Pines — Генри Митчелл, владелец леса
- 1949 — Одинокий Волк и его леди[англ.] / The Lone Wolf and His Lady — Джон Дж. Мёрдок
- 1949 — Алименты[англ.] / Alimony — Бёртон Крейл
- 1950 — Дочь пирата / Buccaneer's Girl — капитан Мартос
- 1950 — Стремясь высоко[англ.] / Riding High — Эдди Говард
- 1950 — Эбботт и Костелло в Иностранном легионе / Abbott and Costello in the Foreign Legion — шейх Хамуд Аль-Халид
- 1950 — Малыш Кенгуру[англ.] / The Kangaroo Kid — Винсент Моллер, грабитель
- 1951 — Миллионер для Кристи[англ.] / A Millionaire for Christy — Дж. Си. Томпсон
- 1952 — Скарамуш[англ.] / Scaramouche — президент ассамблеи (в титрах не указан)
- 1952 — Сын бледнолицего[англ.] / Son of Paleface — шериф МакИнтайр
- 1952 — Дым войны апачей[англ.] / Apache War Smoke — майор Деккер
- 1953 — Юлий Цезарь / Julius Caesar — Лепид
- 1953 — Капитан Джон Смит и Покахонтас[англ.] / Captain John Smith and Pocahontas — вождь Поухатан
- 1954 — Мир за выкуп[англ.] / World for Ransom — инспектор МакКоллам
- 1954 — Необузданный всадник[англ.] / The Lawless Rider — маршал Брэди
- 1955 — Возлюбленная Юпитера[англ.] / Jupiter's Darling — Скипио
- 1956 — Десять заповедей / The Ten Commandments — Ианний[англ.], придворный маг
- 1958 — Флибустьер[англ.] / The Buccaneer — портовый сборщик податей
- 1960 — Давно пора[англ.] / High Time — судья Картер (в титрах не указан)
- 1963 — Джонни Кул[англ.] / Johnny Cool — коррумпированный член городского совета
- 1964 — Шокотерапия[англ.] / Shock Treatment — судья (в титрах не указан)

### Телевидение
- 1952 — Опасное задание[англ.] / Dangerous Assignment — Ларсен (в эпизоде The One Blue Chip Story)
- 1952 — Моя маленькая Марджи[англ.] / My Little Margie — Анжио Пьяцца (в эпизоде A Friend for Roberta)
- 1953—1954, 1956 — Жизнь Райли[англ.] / The Life of Riley — Каннингем (в 7 эпизодах)
- 1954 — Театр Форда[англ.] / Ford Theatre — Дж. Б. Крестон (в эпизоде The Fugitives)
- 1954 — Кавалькада Америки[англ.] / Cavalcade of America — лорд Роудон (в эпизоде Young Andy Jackson)
- 1954—1955, 1957—1958 — Шоу Джорджа Бёрнса и Грейси Аллен[англ.] / The George Burns and Gracie Allen Show — разные роли (в 7 эпизодах)
- 1955 — Театр режиссёров экрана[англ.] / Screen Directors Playhouse — Ред Бичем (в эпизоде Life of Vernon Hathaway)
- 1955 — Театр «Файрсайд»[англ.] / Fireside Theatre — Голди (в эпизоде Big Joe's Comin' Home)
- 1956 — Видео-театр «Люкс»[англ.] / Lux Video Theatre — разные роли (в 2 эпизодах)
- 1956—1957 — Перекрёсток[англ.] / Crossroads — разные роли (в 6 эпизодах)
- 1957 — Шоу Гейл Сторм[англ.] / The Gale Storm Show — разные роли (в 2 эпизодах)
- 1957 — Вертолёты[англ.] / Whirlybirds — Аллен Бэрнс (в эпизоде Operation Blue Hen)
- 1957 — Театр Alcoa[англ.] / Alcoa Theatre — капитан Бигл (в эпизоде Souvenir)
- 1958 — Миллионер[англ.] / The Millionaire — Б. Г. Гринуайз (в эпизоде The Newman Johnson Story)
- 1959 — Шоу Дэнни Томаса[англ.] / The Danny Thomas Show — Джим Фрейзер (в эпизоде Danny and Milton Berle Quit Show Biz)
- 1960 — Неприкасаемые[англ.] / The Untouchables — судья Бен Харлоу (в эпизоде Syndicate Sanctuary)
- 1960 — Ларами[англ.] / Laramie — Т. Дж. Паттерсон (в эпизоде Duel at Alta Mesa)
- 1960 — Бэт Мастерсон[англ.] / Bat Masterson — генерал Тейлор Миллард (в эпизоде Wanted: Alive Please)
- 1960 — Шоу Лоретты Янг[англ.] / The Loretta Young Show — Джордж Хэвиленд (в эпизоде These Few Years)
- 1961—1962 — Успех Доби Гиллис[англ.] / The Many Loves of Dobie Gillis — разные роли (в 3 эпизодах[англ.])
- 1960 — Сансет-стрип, 77[англ.] / 77 Sunset Strip — Филлипсон (в эпизоде The Odds on Odette)
- 1963 — Станция Юбочкино[англ.] / Petticoat Junction — Дейв ЛаСалле (в 2 эпизодах[англ.])
- 1963—1964 — Новое шоу Фила Сильверса[англ.] / The New Phil Silvers Show — мистер Осборн (в 6 эпизодах)
- 1964 — Сумеречная зона / The Twilight Zone — мистер Халперт (в эпизоде The Self-Improvement of Salvadore Ross[англ.])
- 1964—1965 — Перри Мейсон / Perry Mason — судья Роберт Эдлер (в 2 эпизодах)
- 1966 — Деревенщина в Беверли-Хиллз[англ.] / The Beverly Hillbillies — Дуг (в эпизоде The Richest Woman[англ.])
- 1966 — Бэтмен / Batman — доктор (в эпизоде A Death Worse Than Fate[англ.])